# Dalanakatte, Malavalli
Dalanakatte là một làng thuộc tehsil Malavalli, huyện Mandya, bang Karnataka, Ấn Độ.